# Sedum engleri
Sedum engleri är en fetbladsväxtart som beskrevs av R.-hamet. Sedum engleri ingår i Fetknoppssläktet som ingår i familjen fetbladsväxter. Inga underarter finns listade i Catalogue of Life.